# Dhankuta (dystrykt)

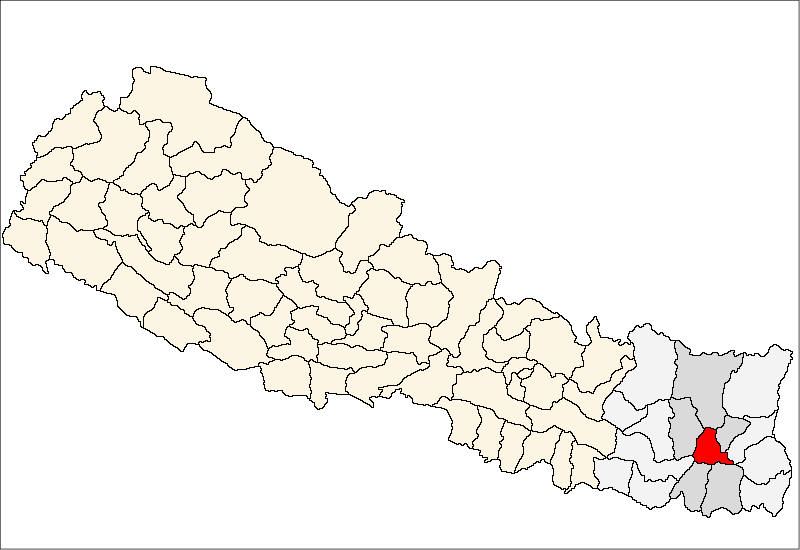
Dystrykt Dhankuta

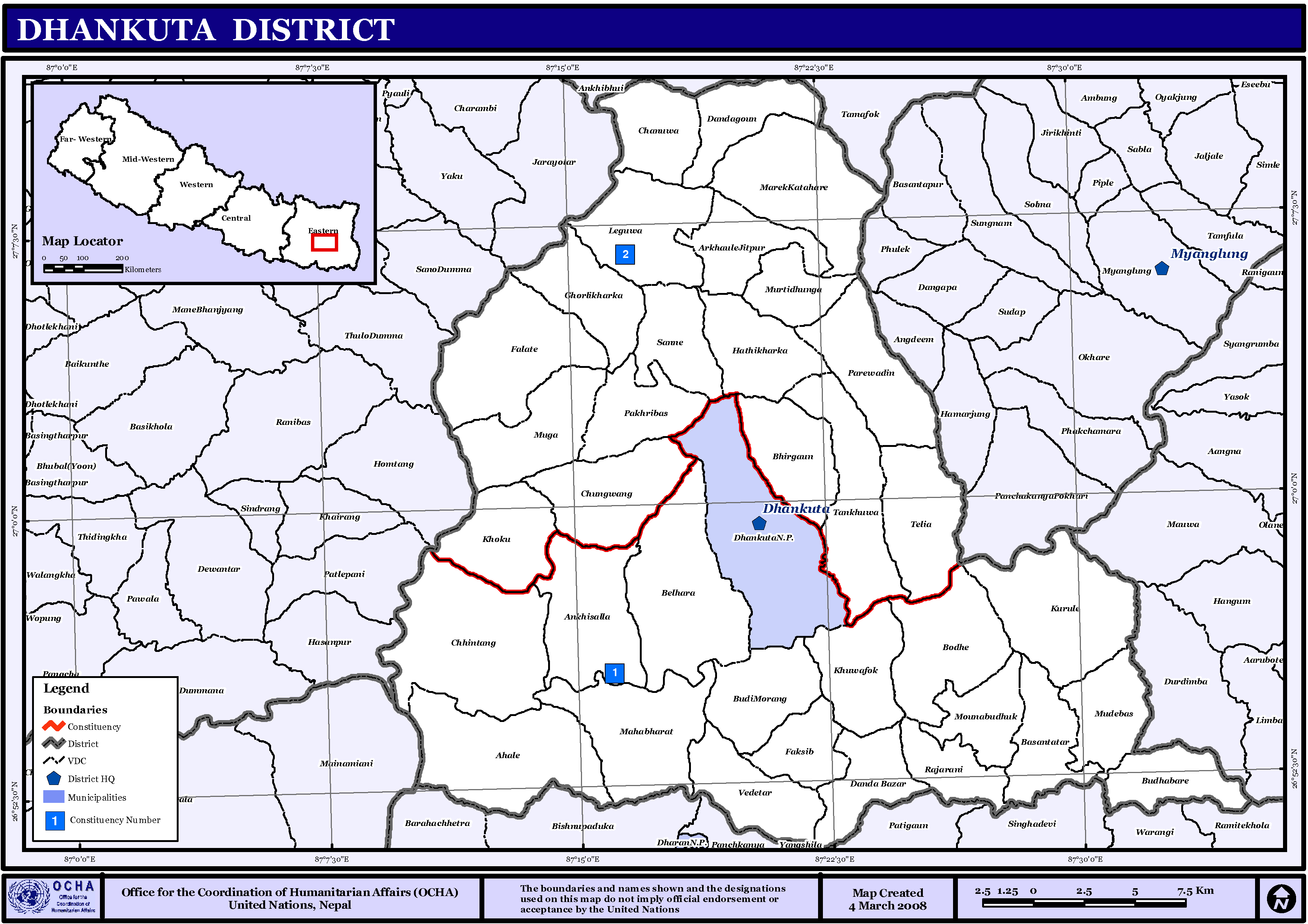
Dystrykt Dhankuta

Dystrykt Dhankuta (nep. धनकुटा) – jeden z siedemdziesięciu pięciu dystryktów Nepalu. Leży w strefie Kośi. Dystrykt ten zajmuje powierzchnię 891 km², w 2011 r. zamieszkiwało go 163 412ludzi. Stolicą jest Dhankuta.